# Cyanotoxine

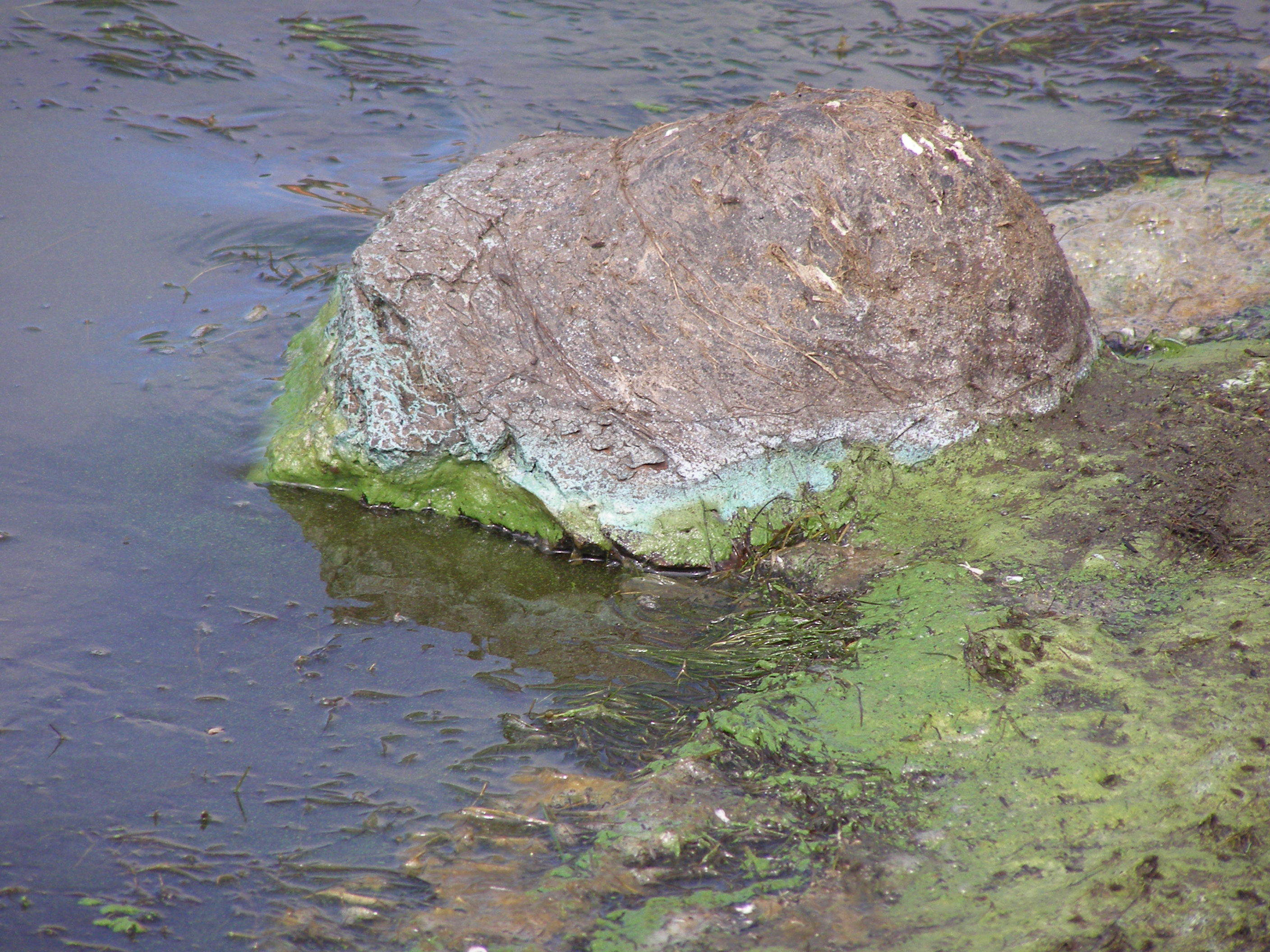
Groen schuim: is geproduceerd door en bevat cyanobacteriën. Aangespoeld op een rots in Californië tijdens een algenbloei

Cyanotoxinen zijn gifstoffen die worden geproduceerd door cyanobacteriën (ook: blauwalgen). Cyanobacteriën komen bijna overal voor, maar vooral in meren en in de oceaan. Daar vermenigvuldigen ze zich exponentieel en kan er een bloei voorkomen onder omstandigheden met hoge fosforconcentratie.
Bloeiende cyanobacteriën kunnen cyanotoxinen produceren in concentraties groot genoeg om dieren en mensen te vergiftigen met mogelijk letale gevolgen. Cyanotoxinen kunnen ook ophopen in andere dieren, zoals vissen en schaaldieren, en schaaldiervergiftiging veroorzaken.
Sommige van de sterkste gekende natuurlijke gifstoffen, zijn cyanotoxinen. Hieronder vallen krachtige neurotoxinen, hepatotoxinen, cytotoxinen en endotoxinen.
De cyano in "cyanobacteriën" verwijst naar hun kleur, niet naar de relatie met cyaniden, hoewel cyanobacteriën waterstofcyanide kunnen afbreken tijdens de stikstoffixatie.

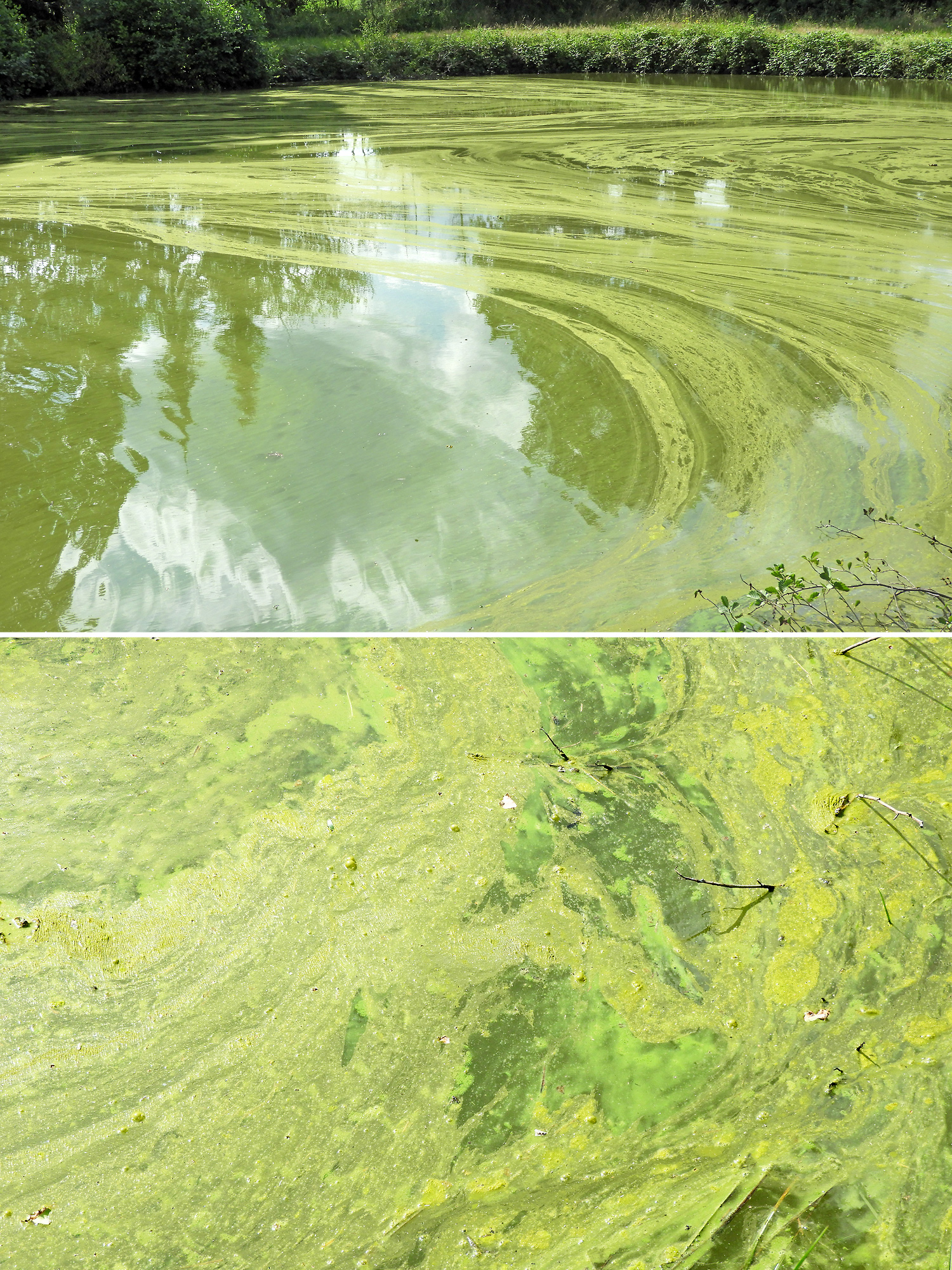
Bloei in visvijver
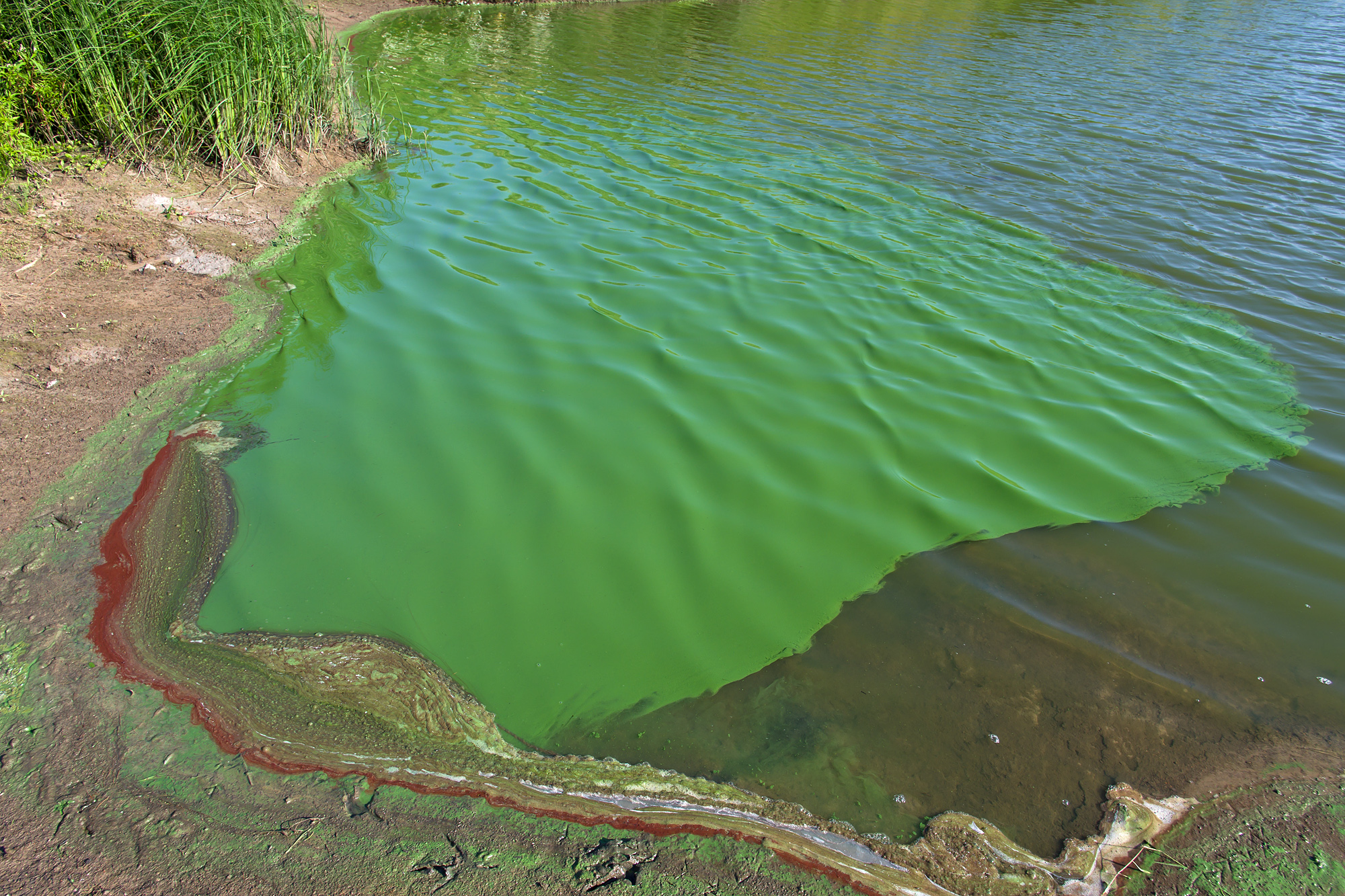
Ophoping tijdens bloei op het water. Locatie: Nedersaksen, Duitsland